# Gran Premio di Francia 2002
Il Gran Premio di Francia 2002 è stato un Gran Premio di Formula 1 disputato il 21 luglio 2002 sul circuito di Magny Cours. La gara fu vinta da Michael Schumacher su Ferrari: il pilota tedesco, all'ottava vittoria stagionale, s'aggiudicò matematicamente il quinto titolo piloti in carriera con ben sei gare d'anticipo, pareggiando il record appartenente a Juan Manuel Fangio dagli anni cinquanta. A podio giunsero anche Kimi Räikkönen e David Coulthard su McLaren-Mercedes.

## Vigilia

### Aspetti sportivi
La situazione economica della Arrows non migliorò ed il team inglese fece effettuare ad entrambi i piloti solo un giro lanciato durante le qualifiche, per evitare la penale di 250.000 dollari prevista in caso di mancata partecipazione ad un Gran Premio da parte di una scuderia iscritta al Mondiale di Formula 1. Entrambi i piloti rallentarono volontariamente al termine del giro, non qualificandosi per la gara.

### Aspetti tecnici
La Ferrari introdusse delle importanti modifiche al retrotreno della F2002, integrando il punto di fissaggio dell'alettone posteriore con la struttura deformabile sopra al cambio e con la parte superiore del profilo estrattore. La Williams presentò delle grandi aperture nelle fiancate, nel tentativo di migliorare lo smaltimento di calore in vista delle elevate temperature previste per la gara. La Renault portò in pista una versione evoluta del proprio motore, praticando inoltre un'apertura sulla fiancata destra delle monoposto per permettere il raffreddamento del radiatore dell'olio, posizionato su quel lato della vettura.

## Prove libere

### Resoconto
Durante le prove libere del sabato mattina sulla Jordan di Giancarlo Fisichella l'alettone anteriore cedette e si incastrò sotto le ruote anteriori della vettura nella veloce curva Estoril. Il pilota romano perse il controllo della vettura, che sbatté violentemente contro le barriere. Fisichella rimase illeso, ma in via precauzionale Sid Watkins, medico ufficiale della FIA, non gli diede il permesso di partecipare alla gara.
Durante la giornata di sabato Eddie Jordan contattò Frentzen per sostituire Fisichella in gara, ma il pilota tedesco, ancora legato con un contratto alla Arrows e impegnato in dispute legali proprio con la scuderia irlandese per via del licenziamento subito l'anno precedente, non poté accettare l'offerta.
La stessa Arrows scese in pista solo sabato mattina, facendo effettuare ai piloti un solo giro di installazione.

### Risultati
Nella prima sessione di prove di venerdì i risultati furono i seguenti:
| Pos | Nº | Pilota             | Costruttore        | Tempo    |
| --- | -- | ------------------ | ------------------ | -------- |
| 1   | 2  | Rubens Barrichello | Ferrari            | 1'15"056 |
| 2   | 3  | David Coulthard    | McLaren - Mercedes | 1'15"099 |
| 3   | 1  | Michael Schumacher | Ferrari            | 1'15"174 |

Nella seconda sessione di prove di venerdì i risultati furono i seguenti:
| Pos | Nº | Pilota             | Costruttore        | Tempo    |
| --- | -- | ------------------ | ------------------ | -------- |
| 1   | 3  | David Coulthard    | McLaren - Mercedes | 1'14"025 |
| 2   | 4  | Kimi Räikkönen     | McLaren - Mercedes | 1'14"097 |
| 3   | 1  | Michael Schumacher | Ferrari            | 1'14"240 |

Nella sessione di prove di sabato mattina i risultati furono i seguenti:
| Pos | Nº | Pilota             | Costruttore        | Tempo    |
| --- | -- | ------------------ | ------------------ | -------- |
| 1   | 1  | Michael Schumacher | Ferrari            | 1'12"974 |
| 2   | 4  | Kimi Räikkönen     | McLaren - Mercedes | 1'12"995 |
| 3   | 3  | David Coulthard    | McLaren - Mercedes | 1'13"249 |

## Qualifiche

### Resoconto

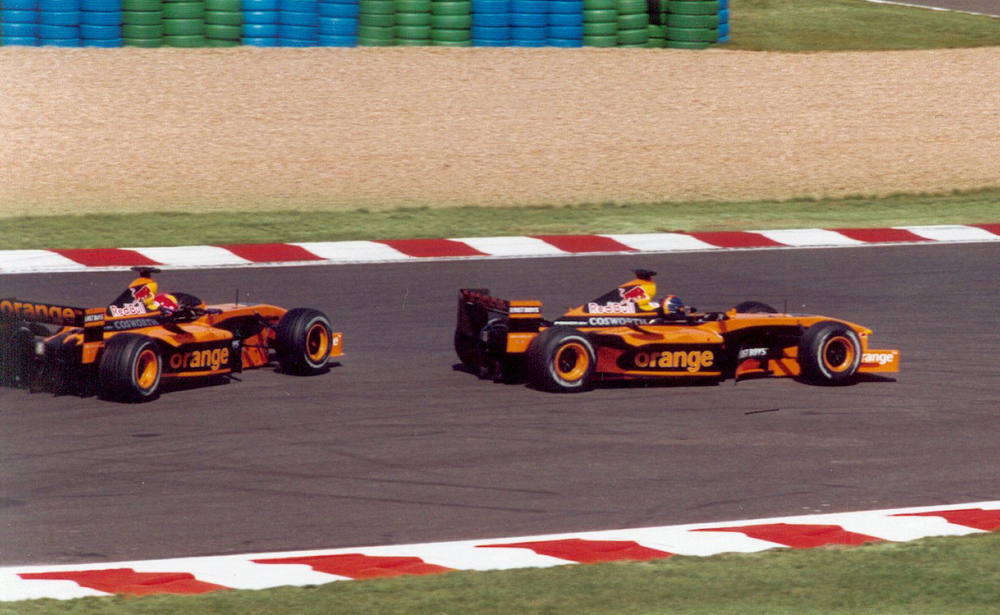
Le due Arrows di Frentzen e Bernoldi durante l'appuntamento francese del mondiale.

Al termine di una sessione piuttosto combattuta, Montoya ottenne la quinta pole position consecutiva, battendo di pochi millesimi di secondo Michael Schumacher. Il pilota tedesco, al quale furono annullati i tempi in due giri lanciati per dei tagli nelle chicanes, precedette il compagno di squadra Barrichello, Räikkönen, Ralf Schumacher e Coulthard. La quarta fila fu occupata dalle due Renault di Button e Trulli, mentre Irvine ottenne la migliore prestazione stagionale per la Jaguar facendo segnare il nono tempo.
I piloti della Arrows effettuarono un solo giro lanciato, rallentando volontariamente nell'ultimo settore della pista e mancando la qualifica.

### Risultati
| Pos                         | Nº | Pilota                | Costruttore        | Pneumatici | Tempo    | Distacco |
| --------------------------- | -- | --------------------- | ------------------ | ---------- | -------- | -------- |
| 1                           | 6  | Juan Pablo Montoya    | Williams - BMW     | M          | 1'11"985 |          |
| 2                           | 1  | Michael Schumacher    | Ferrari            | B          | 1'12"008 | +0"023   |
| 3                           | 2  | Rubens Barrichello    | Ferrari            | B          | 1'12"197 | +0"212   |
| 4                           | 4  | Kimi Räikkönen        | McLaren - Mercedes | M          | 1'12"244 | +0"259   |
| 5                           | 5  | Ralf Schumacher       | Williams - BMW     | M          | 1'12"424 | +0"439   |
| 6                           | 3  | David Coulthard       | McLaren - Mercedes | M          | 1'12"498 | +0"513   |
| 7                           | 15 | Jenson Button         | Renault            | M          | 1'12"761 | +0"776   |
| 8                           | 14 | Jarno Trulli          | Renault            | M          | 1'13"030 | +1"045   |
| 9                           | 16 | Eddie Irvine          | Jaguar - Ford      | M          | 1'13"188 | +1"203   |
| 10                          | 7  | Nick Heidfeld         | Sauber - Petronas  | B          | 1'13"370 | +1"385   |
| 11                          | 12 | Olivier Panis         | BAR - Honda        | B          | 1'13"457 | +1"472   |
| 12                          | 8  | Felipe Massa          | Sauber - Petronas  | B          | 1'13"501 | +1"516   |
| 13                          | 11 | Jacques Villeneuve    | BAR - Honda        | B          | 1'13"506 | +1"521   |
| 14                          | 10 | Takuma Satō           | Jordan - Honda     | B          | 1'13"542 | +1"557   |
| 15                          | 17 | Pedro de la Rosa      | Jaguar - Ford      | M          | 1'13"656 | +1"680   |
| 16                          | 24 | Mika Salo             | Toyota             | M          | 1'13"837 | +1"852   |
| 17                          | 25 | Allan McNish          | Toyota             | M          | 1'13"949 | +1"964   |
| 18                          | 23 | Mark Webber           | Minardi - Asiatech | M          | 1'14"800 | +2"815   |
| 19                          | 22 | Alex Yoong            | Minardi - Asiatech | M          | 1'16"798 | +4"813   |
| Tempo limite 107%: 1:17,024 |    |                       |                    |            |          |          |
| NQ                          | 20 | Heinz-Harald Frentzen | Arrows - Cosworth  | B          | 1'18"497 | +6"512   |
| NQ                          | 21 | Enrique Bernoldi      | Arrows - Cosworth  | B          | 1'19"843 | +7"858   |

## Warm up
Nel warm up di domenica mattina i migliori tempi furono i seguenti:
| Pos | No | Pilota             | Costruttore | Tempo    |
| --- | -- | ------------------ | ----------- | -------- |
| 1   | 1  | Michael Schumacher | Ferrari     | 1'14"174 |
| 2   | 2  | Rubens Barrichello | Ferrari     | 1'14"888 |
| 3   | 14 | Jarno Trulli       | Renault     | 1'15"455 |

## Gara

### Resoconto

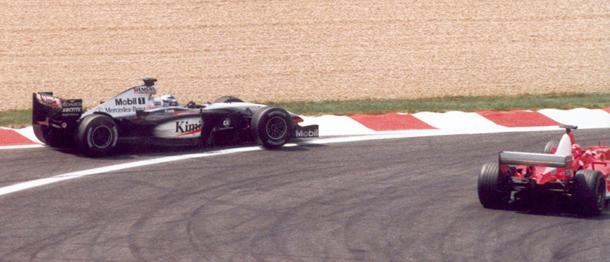
Il momento decisivo della gara: Räikkönen scivola sull'olio lasciato dalla Toyota di McNish e viene superato da Michael Schumacher.

All'avvio del giro di formazione la Ferrari di Barrichello rimase ferma in griglia. La vettura del brasiliano venne spinta ai box, ma il ferrarista fu costretto al ritiro. Al via Montoya mantenne la testa della corsa, seguito da Michael Schumacher, Räikkönen, Ralf Schumacher e Coulthard. Più indietro Sato, De la Rosa e Panis vennero a contatto, finendo nella via di fuga e compromettendo la propria gara. In testa alla corsa Montoya, penalizzato da una scelta errata sul tipo di pneumatici da utilizzare in gara, faticò a contenere il gruppo alle sue spalle, mantenendo però la prima posizione fino alla prima serie di pit stop. Il primo pilota del gruppo di testa a rifornire fu Ralf Schumacher, che rientrò ai box al termine del 21º passaggio.
Michael Schumacher rifornì al ventiseiesimo giro, tornando in pista davanti a Montoya. Tuttavia, nel rientrare in pista il pilota tedesco oltrepassò la riga di delimitazione della corsia di accelerazione, incorrendo in una penalità. Dopo le soste di Räikkönen e Coulthard Schumacher passò al comando, ma al 35º giro il pilota della Ferrari dovette scontare un drive-through, tornando in pista alle spalle di Montoya e Räikkönen.
Al 46º giro Montoya inaugurò la seconda serie di pit stop, seguito due tornate più tardi dal compagno di squadra, che nell'uscire dai box commise la stessa infrazione del fratello. Räikkönen, salito in prima posizione, rifornì al 49º passaggio, rientrando in pista dietro a Coulthard ma davanti a Michael Schumacher e Montoya. Il pilota finlandese tornò al primo posto al 54º giro, quando il compagno di squadra rientrò per la seconda volta ai box (superando anch'egli la linea bianca in uscita dalla pit lane e venendo per questo penalizzato). La situazione si stabilizzò, con Räikkönen primo davanti a Michael Schumacher, Coulthard, Montoya, Ralf Schumacher, e Button, ordine d'arrivo in seguito al quale il campionato piloti sarebbe rimasto matematicamente aperto. A quattro tornate dalla fine, però, sulla Toyota di McNish si ruppe il motore, che sparse una gran quantità d'olio sulla pista rendendola scivolosa. Räikkönen, tra i primi a transitare in quella zona di pista, non se ne accorse e arrivò lungo alla frenata, venendo sopravanzato da Michael Schumacher. Il pilota tedesco controllò il rivale negli ultimi giri di gara, tagliando il traguardo in prima posizione e conquistando il quinto titolo mondiale piloti in carriera dopo sole undici gare. Schumacher eguagliò così il record di cinque titoli mondiali vinti appartenente a Juan Manuel Fangio. Coulthard chiuse in terza posizione, davanti a Montoya, Ralf Schumacher e Button.

### Risultati
| Pos | Nº | Pilota             | Costruttore        | Pneumatici | Giri | Tempo/Ritiro e posizione al ritiro/Media    | Partenza | Punti |
| --- | -- | ------------------ | ------------------ | ---------- | ---- | ------------------------------------------- | -------- | ----- |
| 1   | 1  | Michael Schumacher | Ferrari            | B          | 72   | 1h32'09"837 - 199,137 km/h                  | 2        | 10    |
| 2   | 4  | Kimi Räikkönen     | McLaren - Mercedes | M          | 72   | +1"105                                      | 4        | 6     |
| 3   | 3  | David Coulthard    | McLaren - Mercedes | M          | 72   | +31"976                                     | 6        | 4     |
| 4   | 6  | Juan Pablo Montoya | Williams - BMW     | M          | 72   | +40"676                                     | 1        | 3     |
| 5   | 5  | Ralf Schumacher    | Williams - BMW     | M          | 72   | +41"773                                     | 5        | 2     |
| 6   | 15 | Jenson Button      | Renault            | M          | 71   | +1 giro                                     | 7        | 1     |
| 7   | 7  | Nick Heidfeld      | Sauber - Petronas  | B          | 71   | +1 giro                                     | 10       |       |
| 8   | 23 | Mark Webber        | Minardi - Asiatech | M          | 71   | +1 giro                                     | 18       |       |
| 9   | 17 | Pedro de la Rosa   | Jaguar - Ford      | M          | 70   | +2 giri                                     | 15       |       |
| 10  | 22 | Alex Yoong         | Minardi - Asiatech | M          | 68   | +4 giri                                     | 19       |       |
| 11  | 25 | Allan McNish       | Toyota             | M          | 65   | Motore (9°)                                 | 17       |       |
| Rit | 16 | Eddie Irvine       | Jaguar - Ford      | M          | 52   | Perdita alettone posteriore/testacoda (7°)  | 9        |       |
| Rit | 14 | Jarno Trulli       | Renault            | M          | 49   | Motore (7°)                                 | 8        |       |
| Rit | 8  | Felipe Massa       | Sauber - Petronas  | B          | 48   | Trasmissione (10°)                          | 12       |       |
| Rit | 24 | Mika Salo          | Toyota             | M          | 48   | Motore (12°)                                | 16       |       |
| Rit | 11 | Jacques Villeneuve | BAR - Honda        | B          | 35   | Motore (10°)                                | 13       |       |
| Rit | 12 | Olivier Panis      | BAR - Honda        | B          | 29   | Collisione con T.Sato e P.De la Rosa (17°)  | 11       |       |
| Rit | 10 | Takuma Satō        | Jordan - Honda     | B          | 23   | Collisione con O.Panis e P.De la Rosa (14°) | 14       |       |
| NP  | 2  | Rubens Barrichello | Ferrari            | B          | 0    | Elettronica                                 | 3        |       |

## Classifiche

### Piloti
| Pos. | Pilota                | Punti |
| ---- | --------------------- | ----- |
| 1    | Michael Schumacher    | 96    |
| 2    | Juan Pablo Montoya    | 34    |
| 3    | Rubens Barrichello    | 32    |
| 3    | Ralf Schumacher       | 32    |
| 5    | David Coulthard       | 30    |
| 6    | Kimi Räikkönen        | 17    |
| 7    | Jenson Button         | 11    |
| 8    | Nick Heidfeld         | 6     |
| 8    | Giancarlo Fisichella  | 6     |
| 10   | Jarno Trulli          | 4     |
| 10   | Felipe Massa          | 4     |
| 12   | Jacques Villeneuve    | 3     |
| 12   | Eddie Irvine          | 3     |
| 14   | Mark Webber           | 2     |
| 14   | Olivier Panis         | 2     |
| 14   | Mika Salo             | 2     |
| 14   | Heinz-Harald Frentzen | 2     |

### Costruttori
| Pos. | Team               | Punti |
| ---- | ------------------ | ----- |
| 1    | Ferrari            | 128   |
| 2    | Williams - BMW     | 66    |
| 3    | McLaren - Mercedes | 47    |
| 4    | Renault            | 15    |
| 5    | Sauber - Petronas  | 10    |
| 6    | Jordan - Honda     | 6     |
| 7    | BAR - Honda        | 5     |
| 8    | Jaguar - Ford      | 3     |
| 9    | Minardi - Asiatech | 2     |
| 9    | Toyota             | 2     |
| 9    | Arrows - Cosworth  | 2     |

## Fonti
Tutti i dati statistici provengono da Autosprint n.30/2002